# Ветровый
Ветровый — потухший вулкан в Анаунском вулканическом районе Срединного хребта полуострова Камчатка.
Располагается в юго-западной части района, занимая водораздельный участок междуречья рек Левая Чавыча и Копкан.
Форма вулкана — правильный пологий щит: диаметром 8 км и площадью 40 км². Абсолютная высота — 1122 м, относительная — 400 м. Объём изверженного материала (базальта) — 5 км³. Кратер отсутствует. Постройка сформирована исключительно лавовыми потоками.
Деятельность вулкана относится к верхнечетвертичному периоду.